# Løbeseddel
Løbeseddel, flyveblad eller flyer er et ark papir med et enkelt budskab beregnet til massedistribution. Budskabet er oftest reklame eller politisk propaganda. Løbesedler kan spredes ved uddeling hånd til hånd, men især i krig er de blevet spredt fra flyvemaskiner.
Med en hurtigt læst tekst og en nem uddeling bruger blandt andet politikere og politiske bevægelser løbesedler til at fortælle om sig selv, og hvad de vil. Sådan kaldes flyveblade også løbesedler. Et eksempel er modstandsbevægelsens kamp mod tyskerne under Danmarks besættelse 1940-1945, hvor den spredte illegale tekster.
Flyveblade er i krigssituationer et gammelkendt middel til at opfordre fjendtlige styrker eller civilbefolkninger til overgivelse.